# 佐久平パーキングエリア

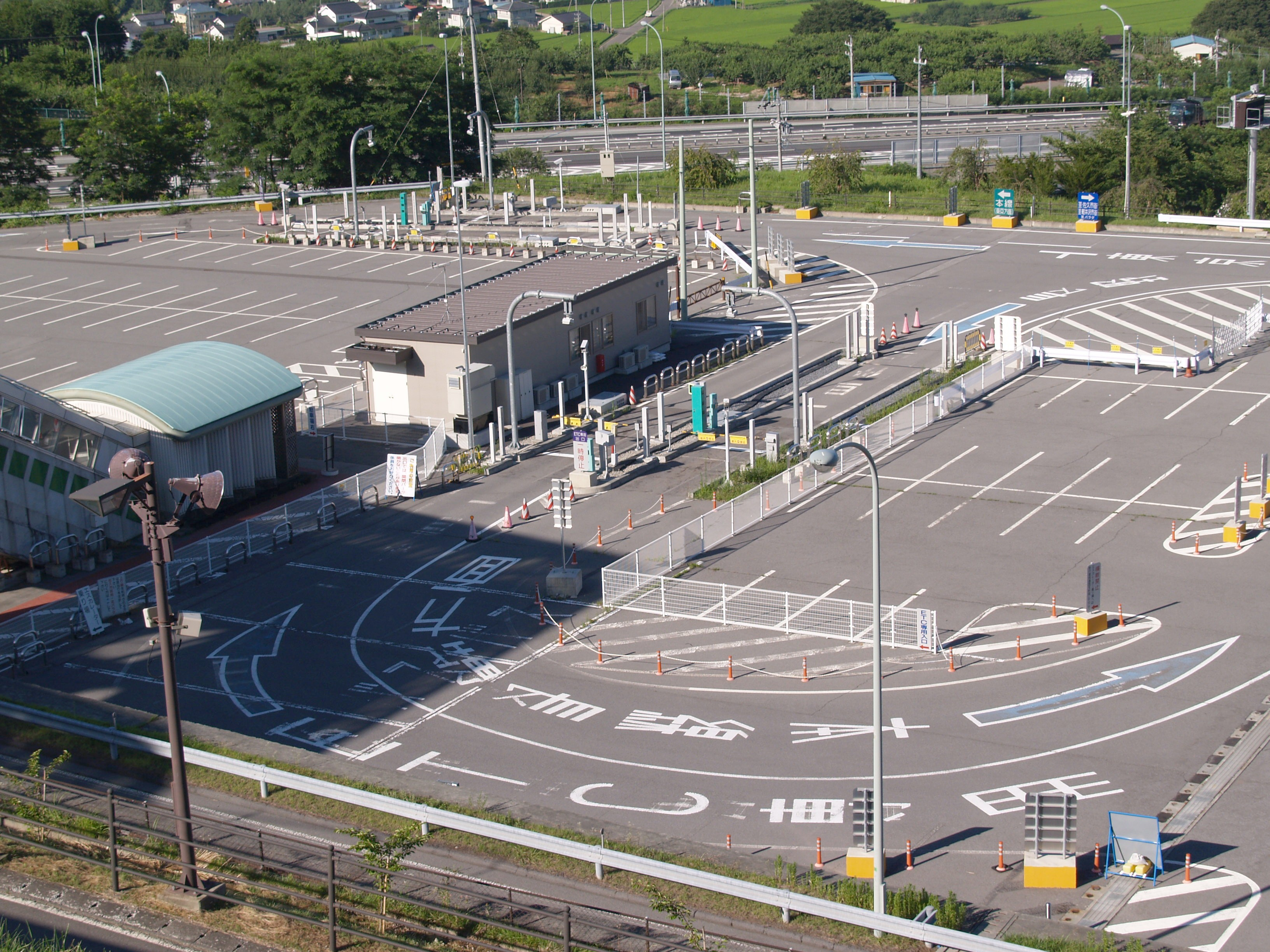
佐久平スマートIC（2010年8月）

佐久平パーキングエリア（さくだいらパーキングエリア）は、長野県佐久市の上信越自動車道上にあるパーキングエリアである。

## 概要
佐久平ハイウェイオアシス・佐久スキーガーデンパラダ（平尾山公園）に隣接している。当初はトイレのみのエリアだったが、後にスナックコーナーとハイウェイショップが設置された。
国土交通省のETC利用促進政策により、2007年3月31日までETC専用インターチェンジ（スマートIC）の設置実験が行われていたが、2007年4月1日に本格的に運用することになった。これにより、軽井沢へアクセスするためのICとしても利用することが可能となっている。

## 道路
- E18 上信越自動車道(6-1番)

## 施設

### 上り線（藤岡方面）

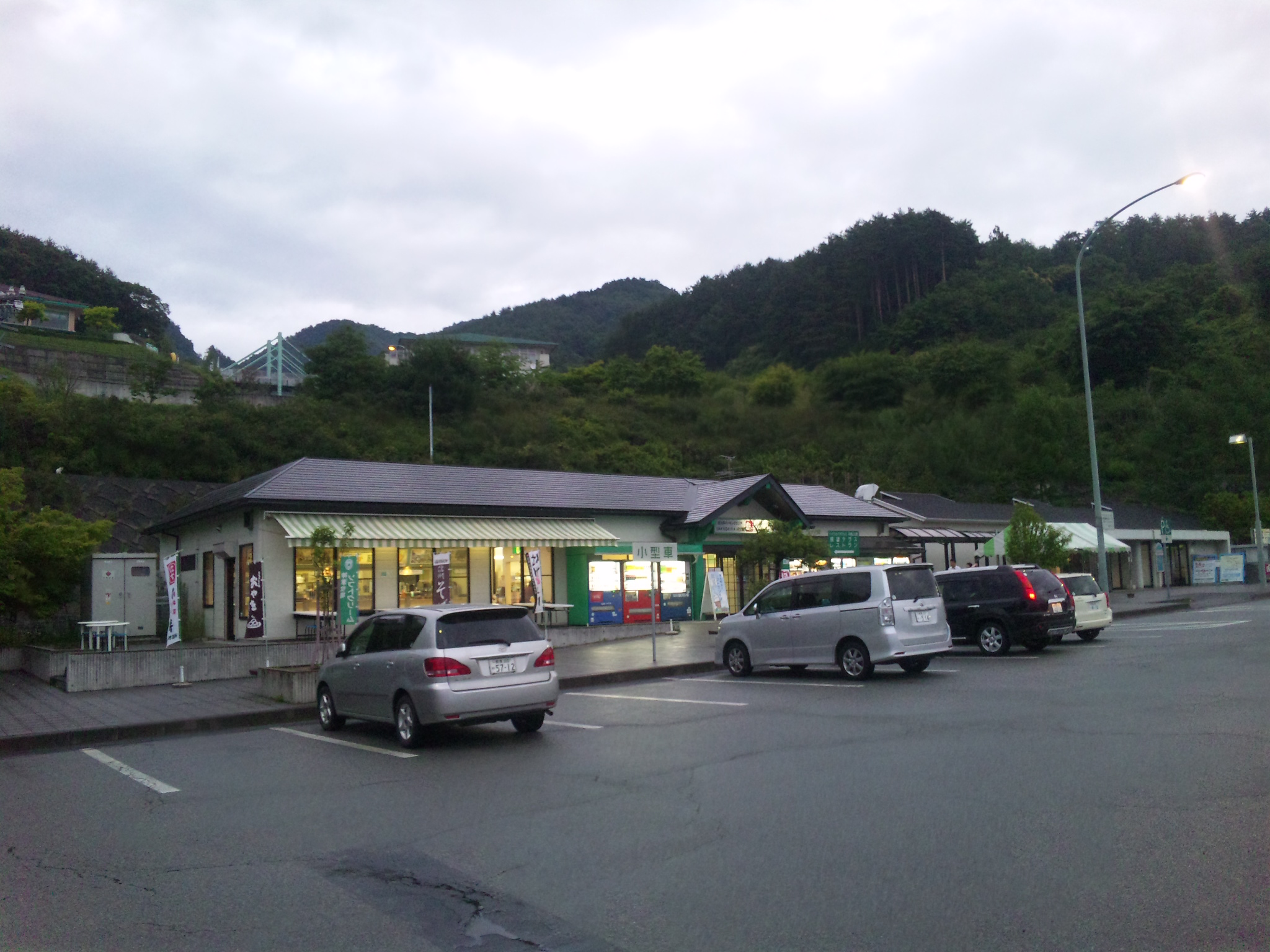
佐久平PA (上り)

- 駐車場
  - 大型40台
  - 小型19台
- トイレ
  - 男性 大3（和式1・洋式2）・小10
  - 女性 13（和式2・洋式11）
    - 同伴の男児用 1

  - 車椅子用 1
- スナック（7:30-19:30）
- ショッピング（7:30-19:30）
- 自動販売機コーナー（24時間）
- エリアスタンプはカブ太君である。

### 下り線（更埴方面）
- 駐車場
  - 大型41台
  - 小型19台
- トイレ
  - 男性 大3（和式1・洋式2）・小10
  - 女性 13（和式2・洋式11）
    - 同伴の男児用 1

  - 車椅子用 1
- スナック（7:00-19:00）
- ショッピング（7:00-19:00）
- 手打ちそば『ひらお』（平日 11:00-16:00/土休日 10:00-16:00）
- 自動販売機コーナー（24時間）
- エリアスタンプは上り線と同じ（インクの色違い）である。

## 隣
E18 上信越自動車道
(6)碓氷軽井沢IC - 八風山TN - (6-1)佐久平PA/SIC - (7)佐久IC